# توني أورلاندو ودون (طاقم غناء)
توني أورلاندو ودون (بالإنجليزية: Tony Orlando and Dawn)‏ فريق غناء لموسيقى البوب الأمريكية التي كانت مشهورة في السبعينيات. يتكون الفريق من:
- توني أورلاندو: غناء رئيسي[1]

- تيلما هوبكنز: غناء مساند[2]

- جويس فنسنت: غناء مساند

## أهم أغانيهم
- كانديدا (1970) Candida[3]

- أطرق ثلاث مرات (1970) Knock Three Times[4][5]

- اربط شريطًا أصفر حول شجرة البلوط القديمة (1973) Tie a Yellow Ribbon Round the Ole Oak Tree[6][7]

- قل، هل رأى أي شخص حلوتي وردة الغجر (1973) Say, Has Anybody Seen My Sweet Gypsy Rose[8][9]

- هو لا يحبك كما أحبك أنا (1975) (He Don't Love You (Like I Love You[10]

## وصلات خارجية
- Tony Orlando Official Site
- توني أورلاندو ودون  في قاعدة بيانات الأفلام على الإنترنت (بالإنجليزية)